# Gael García Bernal
Gael García Bernal (Guadalajara, 1978. november 30. –) Golden Globe-díjas mexikói színész, producer.

## Gyermekkor
Patricia Bernal színésznő és korábbi modell, illetve José Angel García színész és rendező gyermekeként jött a világra. Nevelőapja Sergio Yazbek volt, akihez édesanyja még Gael gyermekkorában ment hozzá. Egyéves korában tűnt fel először a képernyőn, serdülő éveiben nagyrészt telenovellákban játszott. 14 éves korában mexikói bennszülötteket tanított olvasni. Késő tinédzser éveiben békés demonstrációkon vett részt a Chiapas állambeli zapatista lázadás idején, 1994-ben.

## Pályafutása
A csupán 1,68 m magas Gael Garcia Bernal karrierjét már fiatalkorában elkezdte. Különböző színdarabokban játszott együtt a szüleivel. Első „komolyabb” szerepe tizennégy éves korában Daniel volt az El Abuelo y yo című spanyol szappanoperában. Középiskola után rövid ideig filozófiát tanult a Mexikói Autonóm Nemzeti Egyetemen, majd 19 évesen elhagyta Mexikót, és 1997-ben megkezdte tanulmányait a londoni Royal Central School of Speech and Dramában. Máig ő az egyetlen mexikói, akit felvettek ebbe a színiiskolába. Londoni tartózkodása sokat változtatott az életén. A színészetet eleinte csupán „alkalmi munkának” tartotta, amíg a mexikói rendező, Alejandro González Iñárritu szerepet nem ajánlott neki a Korcs szerelmekben. Ezzel az alakításával hívta fel magára Hollywood figyelmét. A filmet Oscar-díjra is jelölték a legjobb idegen nyelvű film kategóriában. Ezután több ünnepelt mexikói filmben szerepelt, például az Anyádat is (Y tu mamá también, 2001) és az Amaro atya bűne (El crimen del Padre Amaro, 2002) címűekben. 2005-ben játszott a londoni Almeida színházban, Federico García Lorca Vérnász című tragédiájában.

## Magánélete
García Bernal 2006-tól 2014-ig volt együtt párjával, Dolores Fonzi argentin színésznővel. A Vidas privadas című film forgatásán ismerkedtek meg 2001-ben. Egy interjú szerint soha nem házasodtak össze. 2009. január 8-án született meg Lázaro nevű gyermekük Madridban (Spanyolország). Lányuk, Libertad 2011. április 4-én született Buenos Airesben (Argentína). A pár 2014 szeptemberében vetett szakított. Ideje nagy részét Buenos Aires-ben és Mexikóvárosban tölti.
Úgy jellemzi magát, mint „kulturálisan katolikus, de spirituálisan agnosztikus”.

## Filmográfia

### Filmek
| Év   | Magyar cím                     | Eredeti cím               | Szerep                   | Magyar hang                                            |
| ---- | ------------------------------ | ------------------------- | ------------------------ | ------------------------------------------------------ |
| 1996 |                                | De tripas, corazón        | Martín                   |                                                        |
| 2000 | Korcs szerelmek                | Amores perros             | Octavio                  | Seszták Szabolcs                                       |
| 2000 |                                | Cerebro                   | Iván                     |                                                        |
| 2001 | Bokszmeccs a lélekért          | Don't Tempt Me            | Davenport                | Czvetkó Sándor                                         |
| 2001 |                                | The Last Post             | José Francisco           |                                                        |
| 2001 |                                | Vidas privadas            | Gustavo "Gana" Bertolini |                                                        |
| 2001 | Anyádat is                     | Y tu mamá también         | Julio Zapata             | Molnár Levente                                         |
| 2001 |                                | El ojo en la nuca         | Pablo Urrutia            |                                                        |
| 2002 |                                | Fidel                     | Ernesto "Che" Guevara    |                                                        |
| 2002 | Lucy, a csajom                 | I'm with Lucy             | Gabriel                  | Karácsonyi Zoltán                                      |
| 2002 | Amaro atya bűne                | The Crime of Father Amaro | Amaro atya               |                                                        |
| 2003 |                                | Cuba Libre                | Ricky                    |                                                        |
| 2003 | Az utolsó pillanat             | Dot the I                 | Kit Winter               | Őze Áron                                               |
| 2004 | Che Guevara: A motoros naplója | The Motorcycle Diaries    | Ernesto "Che" Guevara    | Bozsó Péter                                            |
| 2004 | Rossz nevelés                  | Bad Education             | Ángel / Juan / Zahara    | Király Attila                                          |
| 2005 | Ő a király!                    | The King                  | Elvis Valderez           | Molnár Levente                                         |
| 2006 | Bábel                          | Babel                     | Santiago                 | Király Attila                                          |
| 2006 | Az álom tudománya              | The Science of Sleep      | Stéphane                 | Király Attila                                          |
| 2007 |                                | Déficit                   | Cristobal                |                                                        |
| 2007 |                                | The Past                  | Rímini                   |                                                        |
| 2008 | Passzolj, tesó!                | Rudo y Cursi              | Tatto                    |                                                        |
| 2008 | Vakság                         | Blindness                 | Csapos                   | Dolmány Attila (1. szinkron) Csőre Gábor (2. szinkron) |
| 2009 | Mamut                          | Mammoth                   | Leo Vidales              | Molnár Levente                                         |
| 2009 | Az irányítás határai           | The Limits of Control     | Mexikói férfi            | Seder Gábor                                            |
| 2010 | Levelek Júliának               | Letters to Juliet         | Victor                   | Debreczeny Csaba                                       |
| 2010 | Ismeretlen föld                | Even the Rain             | Sebastián                |                                                        |
| 2010 |                                | José and Pilar            | önmaga                   |                                                        |
| 2011 | Egy kis Mennyország            | A Little Bit of Heaven    | Julian Goldstein         | Molnár Levente                                         |
| 2011 | Latin macsó visszavág          | Casa de mi padre          | Onza                     | Dányi Krisztián                                        |
| 2011 |                                | The Loneliest Planet      | Alex                     |                                                        |
| 2012 |                                | No                        | René Saavedra            |                                                        |
| 2012 | Szívós csajok                  | Vamps                     | Diego Bardem             |                                                        |
| 2013 |                                | Who is Dayani Cristal?    | önmaga                   |                                                        |
| 2014 |                                | The Ardor                 | Kaí                      |                                                        |
| 2014 |                                | Cesar Chavez              | önmaga                   |                                                        |
| 2014 |                                | Rosewater                 | Maziar Bahari            |                                                        |
| 2015 | Lucy, a csajom                 | The Empty Classroom       | narrátor                 |                                                        |
| 2015 | Desierto – Az ördög országútja | Desierto                  | Moises                   | Papp Dániel                                            |
| 2015 | Zoom                           | Zoom                      | Edward Deacon            | Horváth Illés                                          |
| 2015 |                                | Eva Doesn't Sleep         | Emilio Eduardo Massera   |                                                        |
| 2016 |                                | Neruda                    | Oscar Peluchoneau        |                                                        |
| 2016 |                                | Salt and Fire             | Dr. Fabio Cavani         |                                                        |
| 2016 | Megőrjítesz Susana             | You're Killing Me Susana  | Eligio                   | Zámbori Soma                                           |
| 2017 |                                | If You Saw His Heart      | Daniel                   |                                                        |
| 2017 | Coco                           | Coco                      | Héctor Rivera (hangja)   | Szabó Máté                                             |
| 2018 | A tanítónő                     | The Kindergarten Teacher  | Simon                    | Molnár Levente                                         |
| 2018 |                                | Museum                    | Juan Nuñez               |                                                        |
| 2018 |                                | The Accused               | Mario Elmo               |                                                        |
| 2019 |                                | Ema                       | Gastón                   |                                                        |
| 2019 | A mennyországnak kell lennie   | It Must Be Heaven         | önmaga                   |                                                        |
| 2019 | Wasp Network – Az ellenállók   | Wasp Network              | Gerardo Hernández        | Hamvas Dániel                                          |
| 2019 | Idő                            | Old                       | Guy Cappa                | Lengyel Tamás                                          |
| 2023 |                                | Cassandro                 | Cassandro                |                                                        |
| 2023 | Anya                           | The Mother                | Hector Álvarez           | Hamvas Dániel                                          |
| 2024 |                                | Another End               | Sal                      |                                                        |
| 2025 | Holland                        | Holland                   | Dave Delgado             | Hamvas Dániel                                          |

### Televíziós szerepek
| Év        | Magyar cím           | Eredeti cím          | Szerep                          | Megjegyzések                              |
| --------- | -------------------- | -------------------- | ------------------------------- | ----------------------------------------- |
| 1989      |                      | Teresa               | Peluche                         | 3 epizód                                  |
| 1992      |                      | El abuelo y yo       | Daniel García Medina            | főszereplő                                |
| 2000      |                      | Queen of Swords      | Churi                           | 1 epizód                                  |
| 2006      |                      | Soy tu fan'          | Emilio                          | 1 epizód                                  |
| 2014–2018 | Mozart a dzsungelben | Mozart in the Jungle | Rodrigo de Souza                | főszereplő                                |
| 2021–2022 | Tizenegyes állomás   | Station Eleven       | Arthur Leander                  | minisorozat                               |
| 2022      | Éjjeli Vérfarkas     | Werewolf by Night    | Jack Russell / Éjjeli Vérfarkas | különkiadás magyar hangja Szemenyei János |